# Ряшко, Виктор Викторович
Ви́ктор Ви́кторович Ряшко́ (укр. Віктор Вікторович Ряшко; род. 27 ноября 1992, Мукачево, Закарпатская область) — украинский футболист, полузащитник венгерского клуба «Цеглед».

## Игровая карьера
Воспитанник ужгородского футбола. Сын футбольного тренера Виктора Ивановича Ряшко и брат футболиста Михаила Ряшко
После завершения обучения играл в молодёжном составе местного «Закарпатья», затем два сезона провёл в луцкой «Волыни». В 2012 году вернулся в ужгородскую команду, которая к тому времени стала называться «Говерла». Со временем стал лидером её молодёжного состава. В украинской Премьер-лиге дебютировал 26 мая 2013 года в последнем туре чемпионата 2012/13. В гостевом матче против «Ворсклы» Ряшко вышел на поле на 88-й минуте, заменив Артура Едигаряна. В этом матче помимо Ряшко в футболке «Говерлы» дебютировали также Сергей Курта и Роберт Молнар. Эта игра стала единственной для Виктора в составе первой команды.
В начале 2015 года Ряшко перешёл в венгерский клуб второго дивизиона «Балмазуйварош». Вместе с Виктором в Венгрии проходил просмотр его брат Михаил, а также соотечественники Шандор Вайда и Юрий Чонка. В 2015 году подписал контракт с черновицкой «Буковиной». В межсезонье по обоюдному согласию сторон прекратил сотрудничество с черновицкой командой.
В течение 2016—2019 годов играл за клубы третьего и четвертого дивизиона Венгрии: «Мандок», «Хатван», «Циганд» и «Эгри». С сезона 2019/20 и до завершения 2021 года выступал за футбольный клуб родного края: «Ужгород». За это время вместе с командой завоевал путевку в первую украинскую лигу.

### В сборной
В 2012 году привлекался к матчам сборной Украины до 20 лет. В её составе становился бронзовым призёром турнира памяти Валерия Лобановского. В решающем матче за третье место против ровесников из Белоруссии Ряшко вышел в стартовом составе, после чего на 61-й минуте был заменён на Александра Нойока.

## Достижения
- Бронзовый призёр Второй лиги Украины: 2020/21